# St. Konrad (Berlin-Falkenberg)

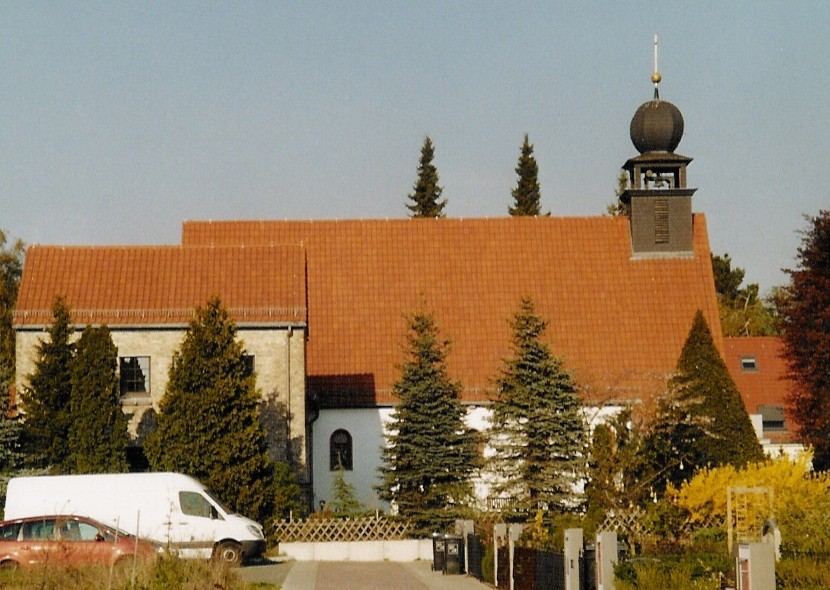
St.-Konrad-von-Parzham-Kirche

Die von 1938 bis 1940 errichtete St.-Konrad-von-Parzham-Kirche ist eine katholische Filialkirche und wurde von Josef Bachem im Stil der Heimatschutzarchitektur mit süddeutschen Elementen entworfen. Sie befindet sich in der Ahrensfelder Chaussee 79–81 im Berliner Ortsteil Falkenberg des Bezirks Lichtenberg und steht zusammen mit dem 1946 von Paul Sommerfeldt gebauten Schwesternheim unter Denkmalschutz.

## Geschichte
Am 25. Juli 1937 feierte Konrad Graf von Preysing sein 25-jähriges Jubiläum der Priesterweihe. Als Geschenk des Bistums zum Jubiläum sollte eine Kirche in Falkenberg gebaut werden. Bauherr war der Pfarrverwaltungsrat von St. Josef im Bezirk Weißensee. Am 8. Dezember 1938 wurde der erste Spatenstich zum Kirchenbau ausgeführt. Die feierliche Grundsteinlegung war am 30. April 1939. Am 21. April 1940, dem Fest des heiligen Konrad von Parzham, wurde die Kirche konsekriert. Sankt Konrad ist seit Juli 2004 Filialkirche der Pfarrkirche Heilig Kreuz in Alt-Hohenschönhausen, nachdem die beiden benachbarten Gemeinden fusionierten.

## Baubeschreibung
Der Z-förmige, verputzte Mauerwerksbau ist ein Gebäudekomplex, der aus Saalkirche auf rechteckigem Grundriss und dem Pfarrhaus besteht. Statt eines Glockenturms wird die zur Straße gewendete Fassade über dem Giebel mit einem Dachreiter auf dem tiefgezogenen Satteldach bekrönt, der über einem offenen Glockenstuhl mit einer Haube in Form einer bayrischen Zwiebel bedeckt ist. Im Giebel befinden sich zwei schmale Bogenfenster. Darunter liegt das rot eingefasste Portal mit zwei Türen, dessen Vordach von den Armen eines Steinkreuzes gestützt wird.
Der Innenraum hat ein durch spitzbogige Binder unterteiltes Tonnengewölbe und ist spätexpressionistisch gestaltet. Die Glasfenster mit Symbolen der Apostel stammen von Egbert Lammers. Das Altargemälde schuf Ruth Schaumann. Das Taufbecken von Edwin Scharff aus Diabas stellt die Taufe Jesu neoklassizistisch dar.
Im Jahr 1985 wurde der Altarraum umgestaltet. Der neue Altar wurde den Seitenaltären angepasst. Im Altar befinden sich Reliquien der hll. Therese von Lisieux und Elisabeth von der Dreifaltigkeit. 1986 wurde die Kirche neu ausgemalt und die Empore, auf der die Orgel von Johannes Klais Orgelbau steht, erhielt eine neue Brüstung im gotischen Stil.